# Lịch sử và văn hóa cho con bú

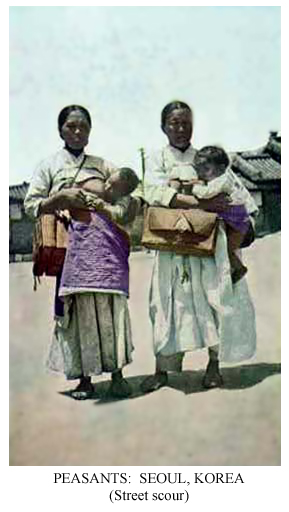
Hai người phụ nữ Hàn Quốc đầu thế kỷ 20 cho con bú trong khi làm việc

Lịch sử và văn hóa cho con bú theo dấu những thay đổi trong thái độ xã hội, y tế và pháp lý đối với việc cho con bú, hành động cho trẻ bú sữa mẹ trực tiếp từ vú đến miệng. Cho con bú có thể được thực hiện bởi mẹ của đứa trẻ hoặc bởi một thay thế, thường được gọi là một vú nuôi hay nhũ mẫu.

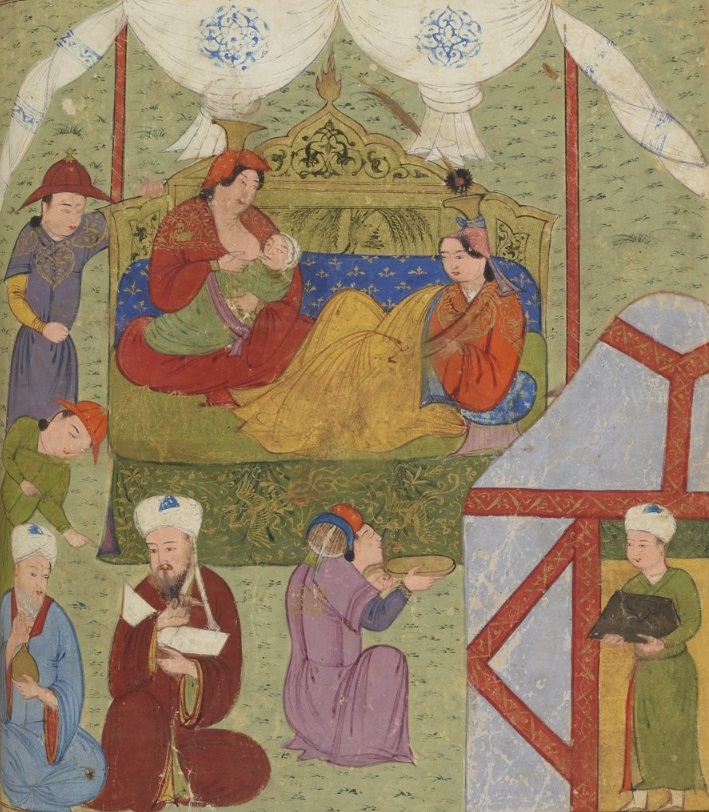
Hoàng tử Ilkhanate Ghazan đang được nuôi bằng sữa mẹ

Một đứa trẻ nhận được dưỡng chất tự nhiên bằng việc bú sữa mẹ. Trong hầu hết các xã hội, trẻ thường được mẹ cho bú; đây là cách nuôi con tự nhiên, thuận tiện và tiết kiệm chi phí nhất. Tuy nhiên, có những tình huống khi một người mẹ không thể cho con mình bú được, ví dụ, cô ấy có thể đã chết, không khỏe hoặc không thể cung cấp sữa mẹ cho em bé. Trước khi có sữa công thức cho trẻ sơ sinh, trong những tình huống đó, trừ khi tìm được một vú nuôi, em bé có thể chết, và tỷ lệ tử vong ở trẻ sơ sinh là rất cao. Vú nuôi là một phần của trật tự xã hội, mặc dù thái độ xã hội đối vơi vú nuôi rất khác nhau, cũng như địa vị xã hội của họ. Bản thân bú sữa mẹ bắt đầu được xem là phổ biến; quá thường dân để giới hoàng tộc thực hiện, và con cái trong những gia đình hoàng gia thường được các vú nuôi cho bú. Thái độ này tồn tại trong suốt một thời gian dài, đặc biệt là ở Tây Âu, nơi đứa con của những người phụ nữ quý tộc thường được chăm sóc bởi các vú nuôi. Tầng lớp phụ nữ thấp nuôi con bằng sữa của mình, trẻ và chỉ sử dụng một vú nuôi nếu họ không thể tự mình nuôi con.
Những nỗ lực thay thế sữa mẹ ở châu Âu vào thế kỷ XV bằng sữa bò hoặc sữa dê đã không thành công. Trong thế kỷ XVIII, bột mì hoặc ngũ cốc trộn với nước canh đã được giới thiệu như là sản phẩm thay thế việc cho con bú, nhưng cũng đã không thành công. Sự xuất hiện của sữa công thức vào giữa thế kỷ XIX đã cung cấp một giải pháp thay thế vú nuôi và thậm chí là cho con bú.
Vào đầu thế kỷ XX, việc cho con bú bắt đầu được xem là tiêu cực, đặc biệt là ở Canada và Hoa Kỳ, nơi nó được coi là tầng lớp thấp và vô thực hành. Việc sử dụng sữa công thức cho trẻ sơ sinh tăng lên, gia tăng nhanh chóng sau Thế Chiến II. Từ những năm 1960 trở đi, việc cho con bú trải qua một sự hồi sinh, tiếp tục đến những năm 2000, mặc dù thái độ tiêu cực đối với việc cho con bú vẫn bảo thủ đến những năm 1990.